# ترسا چپوی
ترسا چپوی ((به لهستانی: Teresa Ciepły)؛ ۱۹ اکتبر ۱۹۳۷ – ۸ مارس ۲۰۰۶) دونده اهل لهستان بود.
وی در مسابقات کشوری و بین‌المللی در مجموع برندهٔ ۱ مدال طلا شده‌است.